# 8536 Måns
8536 Måns este un asteroid din centura principală de asteroizi.

## Descriere
8536 Måns este un asteroid din centura principală de asteroizi. A fost descoperit pe 21 martie 1993 la Observatorul La Silla de Claes-Ingvar Lagerkvist. El prezintă o orbită caracterizată de o semiaxă mare de 3,01 ua, o excentricitate de 0,09 și o înclinație de 8,5° în raport cu ecliptica.